# ویترا کورپوریشن
ویترا کورپوریشن (انگلیسی: Vitra Corporation) شرکت لوازم خانگی سوئیسی است، که در سال ۱۹۵۰ تأسیس شد.